# معركة مغضبة
معركة المقضبة وقعت في 23 ديسمبر 1916 خلال حملة سيناء وفلسطين في الحرب العالمية الأولى.